# Krokoit
Krokoit – minerał, chromian ołowiu(II) (PbCrO4); nazwa wywodzi się od gr. krokoeis (szafranowy) – aluzja do jego barwy. Jest pomarańczowy lub pomarańczowoczerwony, rzadziej o odcieniu żółtym.

## Właściwości
Tworzy kryształy o pokroju słupkowym, pręcikowym, igiełkowym. Na ich ścianach widoczne są pionowe zbrużdżenia. Występuje w skupieniach zbitych, ziarnistych, pręcikowych. Tworzy naloty, powłoki i naskorupienia. Matowieje wystawiony na działanie promieni słonecznych. Najładniejsze kryształy o długościach dochodzących do kilkunastu centymetrów znajdowane są w kawernach i szczelinach skalnych. Jest kruchy, przezroczysty lub półprzezroczysty, o diamentowym połysku. Jest izostrukturalny z monacytem. Czasami tworzy kryształy mieszane z cerusytem. Jego odmiana o znaczeniu gemmologicznym to berzowit. Rozpuszcza się w kwasie solnym.

## Występowanie
Powstaje w strefie utleniania kruszców ołowiu. Minerał bardzo rzadki. Najczęściej współwystępuje w paragenezie z takimi minerałami jak cerusyt, piromorfit, galena, gibbsyt, wulfenit, limonit, kwarc, goethyt, wanadynit. Spotykany jest w złożach chromitu i żyłach kwarcowych.

### Miejsca występowania
Świat: Najpiękniejsze okazy, dochodzące nawet do 20 cm, pochodzą z: Tasmanii – Dundas. Minerał ten występuje również w rejonie Uralu (Berezowsk, Murzinsk, Niżny Tagił) – Rosja, w Brazylii (Goyabeira, Minas Gerais), w USA (Pensylwania, Kalifornia, Arizona), na Filipinach (Labo, Luzon), w Zimbabwe. W Europie występuje w Niemczech, Francji i Rumunii. 
W Polsce niewielkie, kilkumilimetrowe kryształy znaleziono w triasowych dolomitach w Bobrownikach (okolice Tarnowskich Gór – Górny Śląsk).

## Zastosowanie
- atrakcyjny i ceniony[przez kogo?] kamień kolekcjonerski
- rzadko bywa wykorzystywany w jubilerstwie – najcenniejsze kryształy są ciemnopomarańczowe, przezroczyste, iryzujące. Najczęściej nadaje się im szlif kaboszonowy.
- po sproszkowaniu otrzymywano tzw. żółcień chromową (identyczna pod względem składu chemicznego żółcień ma zastosowanie w malarstwie).